# Abraham Wasastjerna
Abraham Wasastjerna, fram till 1808 Falander, född 2 december 1746 i Gamlakarleby, död 20 januari 1815 i Vasa, var en finländsk grosshandlare, skeppsredare och industriman.

## Biografi
Abraham Wasastjerna, ursprungligen Abraham Falander, var son rådmannen Jakob Falander (vars farbror adlades med namnet Tigerstedt) och far till Gustaf Adolf Wasastjerna och farfar till Oskar Wasastjerna.
Abraham Falander blev student vid Kungliga Akademien i Åbo 1761, där han studerade juridik, men slog sig sedermera på affärsverksamhet och blev 1776 handlande samt 1780 rådman i Vasa. År 1802 fick han kommerseråds titel. Han representerade Vasa stad vid riksdagarna 1789, 1792 och 1800. Som grundläggare (1798) av Östermyra bruk i Ilmola och ägare av andra bruk och fastigheter, kvarnar och sågar bidrog han till handelns och näringarnas tillväxt i södra Österbotten. År 1806 lät han bygga Östermyra herrgård.
Vid de ryska truppernas ankomst till Vasa sommaren 1808 blev dom lokala ambetsmännen tvungen att svära lojalitet till Alexander I. Fahlander vägrade, och han blev angiven för försök att uppvigla allmogen mot ryssarna och fördes till Åbo, där han dömdes till arkebusering, men frigavs och fick tillstånd att resa till Sverige. På återfärden passerade han i oktober 1808 Åland, där Gustav IV Adolf kallade honom jämte advokatfiskalen i Vasa hovrätt, lagmannen Anders Johan Bergvald (död ogift 1828), som blivit på liknande sätt behandlad av ryssarna, inför sig och adlade dem bägge med namnet Wasastjerna. 
Abraham Wasastjernas hem i Vasa, Falanderska gården, är en ståtlig stenbyggnad i tre våningar och det enda huset i Vasa som stod kvar efter branden år 1852. Idag är huset i Gamla Vasa en del av Österbottens museum.